# Severus római császár
Flavius Valerius Severus, általánosan elterjedt néven Severus császár (Illyricum, ? – Ravenna, 307. szeptember 16.) 306-tól 307. szeptember 16-án bekövetkezett haláláig a Római Birodalom augustusa.

## Élete, uralkodása
Severus az Illyricumból származó katonaként Galerius harcostársa volt. Galerius érte el Maximianusnál, hogy Severust a nyugati birodalomrész caesarjának nevezzék ki Constantius Chlorus mellé 305-ben.
Constantius Chlorus egy évvel később, 306-ban bekövetkezett halálakor a tetrarchia rendszerének megfelelően Galerius kinevezte Severust augustusszá, hiszen ilyen esetben automatikus a korábbi caesar volt hivatott átvenni az augustusi címet. Azonban ez hatalomátadás polgárháborúhoz vezetett, mert Constantius Chlorus katonái Constantius Chlorus saját fiát, I. Constantinust kiáltották ki augustusnak, akit egy évvel korábban, Severus caesarrá történő kinevezésekor Maximianus és Galerius megpróbált mellőzni a hatalomból, és a szintén mellőzött Maxentius, aki pedig Maximianus saját fia volt, szintén elérkezettnek látta az időt, hogy apja örökébe lépjen, és Rómában, élvezve a főváros támogatását princepsnek kiáltotta ki magát.
Galerius Severust küldte Rómába a Maxentius vezette lázadás leverésére. Severus Mediolanumból vonult Rómába csapataival. Ezek az légiók korábban Maximianus parancsnoksága alatt voltak.
Maxentius ekkor felajánlotta már visszavonult apjának, hogy térjen vissza a hatalomba mint augustus. Maximianus elfogadta az ajánlatot, Rómát ostromló csapatai pedig cserbenhagyták Severust, és átálltak korábbi vezérük oldalára. Severus Ravennába menekült, de helyzete tarthatatlanná vált és miután Maximianus ígéretet tett neki, hogy garantálja a biztonságát, Severus megadta magát. A Róma közelében található Tres Tabernae börtönébe került.
307-ben Galerius is betört Itáliába, hogy saját maga verje le a Maxentius és Maximianus vezette lázadást, és ekkor Maxentius megölette Severust.

## Külső hivatkozások
| Elődei: Constantius Chlorus és Galerius | Consul 307 collega: Maximinus Daia (Róma és kelet) Galerius (Róma) Maximianus és Constantinus (nyugat) | Utódai: Diocletianus és Galerius Maxentius és Romulus (Róma) |

| Előző uralkodó: Constantius Chlorus | Római császár 306 – 307 | Következő uralkodó: Maxentius, Licinius |